# Ivan Šunjić
Ivan Šunjić (Zenica, 9 ottobre 1996) è un calciatore bosniaco con cittadinanza croata, centrocampista del Pafos.

## Caratteristiche tecniche
Classico regista, dotato di grande visione di gioco, è molto abile nei passaggi, oltre che nei recuperi difensivi; per le sue caratteristiche è stato paragonato ad Andrea Pirlo.

## Carriera

### Club

#### Birmingham City e prestito all'Hertha Berlino
Il 26 luglio 2019 viene acquistato a titolo definitivo per 8 milioni di euro dalla squadra inglese del Birmingham City, con cui si lega con un contratto quinquennale con scadenza il 30 giugno 2024.
Il 5 luglio 2022 viene ceduto in prestito all'Hertha Berlino.
A fine prestito fa ritorno al Birmingham, con cui milita per un'altra stagione per poi rimanere svincolato a fine contratto.

#### Pafos
Il 1º agosto 2024 si accasa ai ciprioti del Pafos.

### Nazionale
Dopo avere rappresentato le selezioni giovanili serbe il 27 maggio 2017 ha esordito in nazionale maggiore nell'amichevole vinta 0-1 in casa del Messico.
Successivamente decide di rappresentare la Bosnia ed Erzegovina, paese in cui è nato, da cui viene convocato per la prima volta il 5 novembre 2024.

## Statistiche

### Presenze e reti nei club
Statistiche aggiornate al 18 maggio 2023.
| Stagione                   | Squadra                    | Campionato                 | Campionato | Campionato | Coppe nazionali | Coppe nazionali | Coppe nazionali | Coppe continentali | Coppe continentali | Coppe continentali | Altre coppe | Altre coppe | Altre coppe | Totale | Totale |
| Stagione                   | Squadra                    | Comp                       | Pres       | Reti       | Comp            | Pres            | Reti            | Comp               | Pres               | Reti               | Comp        | Pres        | Reti        | Pres   | Reti   |
| -------------------------- | -------------------------- | -------------------------- | ---------- | ---------- | --------------- | --------------- | --------------- | ------------------ | ------------------ | ------------------ | ----------- | ----------- | ----------- | ------ | ------ |
| 2013-2014                  | Dinamo Zagabria            | 1. HNL                     | 1          | 0          | CC              | 0               | 0               | UCL+UEL            | -                  | -                  | SC          | -           | -           | 1      | 0      |
| 2014-2015                  | Dinamo Zagabria II         | 2. HNL                     | 0          | 0          | -               | -               | -               | -                  | -                  | -                  | -           | -           | -           | 0      | 0      |
| 2015-feb. 2016             | Dinamo Zagabria II         | 2. HNL                     | 12         | 0          | -               | -               | -               | -                  | -                  | -                  | -           | -           | -           | 12     | 0      |
| Totale Dinamo Zagabria II  | Totale Dinamo Zagabria II  | Totale Dinamo Zagabria II  | 12         | 0          |                 | -               | -               |                    | -                  | -                  |             | -           | -           | 12     | 0      |
| 2015-feb. 2016             | Dinamo Zagabria            | 1. HNL                     | 0          | 0          | CC              | 1               | 0               | UCL                | -                  | -                  | -           | -           | -           | 1      | 0      |
| feb.-giu. 2016             | Lokomotiva Zagabria        | 1. HNL                     | 10         | 0          | CC              | -               | -               | -                  | -                  | -                  | -           | -           | -           | 10     | 0      |
| 2016-2017                  | Lokomotiva Zagabria        | 1. HNL                     | 23         | 1          | CC              | 1               | 0               | UEL                | 6                  | 0                  | -           | -           | -           | 30     | 1      |
| 2017-2018                  | Lokomotiva Zagabria        | 1. HNL                     | 29         | 6          | CC              | 3               | 0               | -                  | -                  | -                  | -           | -           | -           | 32     | 6      |
| Totale Lokomotiva Zagabria | Totale Lokomotiva Zagabria | Totale Lokomotiva Zagabria | 62         | 7          |                 | 4               | 0               |                    | 6                  | 0                  |             | -           | -           | 72     | 7      |
| 2018-2019                  | Dinamo Zagabria            | 1. HNL                     | 24         | 0          | CC              | 4               | 1               | UCL+UEL            | 5+8                | 0+1                | -           | -           | -           | 41     | 2      |
| lug. 2019                  | Dinamo Zagabria            | 1. HNL                     | 0          | 0          | CC              | 0               | 0               | UCL+UEL            | 1+0                | 0                  | SC          | -           | -           | 1      | 0      |
| Totale Dinamo Zagabria     | Totale Dinamo Zagabria     | Totale Dinamo Zagabria     | 25         | 0          |                 | 5               | 1               |                    | 14                 | 1                  |             | -           | -           | 44     | 2      |
| 2019-2020                  | Birmingham City            | FLC                        | 40         | 3          | FACup+CdL       | 4+0             | 0               | -                  | -                  | -                  | -           | -           | -           | 44     | 3      |
| 2020-2021                  | Birmingham City            | FLC                        | 43         | 0          | FACup+CdL       | 1+1             | 0               | -                  | -                  | -                  | -           | -           | -           | 45     | 0      |
| 2021-2022                  | Birmingham City            | FLC                        | 41         | 3          | FACup+CdL       | 1+2             | 0               | -                  | -                  | -                  | -           | -           | -           | 44     | 3      |
| Totale Birmingham City     | Totale Birmingham City     | Totale Birmingham City     | 124        | 6          |                 | 9               | 0               |                    | -                  | -                  |             | -           | -           | 121    | 6      |
| 2022-2023                  | Hertha Berlino             | BL                         | 18         | 0          | CG              | 1               | 0               | -                  | -                  | -                  | -           | -           | -           | 19     | 0      |
| Totale carriera            | Totale carriera            | Totale carriera            | 183        | 13         |                 | 19              | 1               |                    | 20                 | 1                  |             | -           | -           | 280    | 15     |

### Cronologia presenze e reti in nazionale
| Cronologia completa delle presenze e delle reti in nazionale ― Bosnia ed Erzegovina | Cronologia completa delle presenze e delle reti in nazionale ― Bosnia ed Erzegovina | Cronologia completa delle presenze e delle reti in nazionale ― Bosnia ed Erzegovina | Cronologia completa delle presenze e delle reti in nazionale ― Bosnia ed Erzegovina | Cronologia completa delle presenze e delle reti in nazionale ― Bosnia ed Erzegovina | Cronologia completa delle presenze e delle reti in nazionale ― Bosnia ed Erzegovina | Cronologia completa delle presenze e delle reti in nazionale ― Bosnia ed Erzegovina | Cronologia completa delle presenze e delle reti in nazionale ― Bosnia ed Erzegovina |
| Data                                                                                | Città                                                                               | In casa                                                                             | Risultato                                                                           | Ospiti                                                                              | Competizione                                                                        | Reti                                                                                | Note                                                                                |
| ----------------------------------------------------------------------------------- | ----------------------------------------------------------------------------------- | ----------------------------------------------------------------------------------- | ----------------------------------------------------------------------------------- | ----------------------------------------------------------------------------------- | ----------------------------------------------------------------------------------- | ----------------------------------------------------------------------------------- | ----------------------------------------------------------------------------------- |
| 16-11-2024                                                                          | Friburgo in Brisgovia                                                               | Germania                                                                            | 7 – 0                                                                               | Bosnia ed Erzegovina                                                                | UEFA Nations League 2024-2025 - 1º turno                                            | -                                                                                   | 74’                                                                                 |
| 19-11-2024                                                                          | Zenica                                                                              | Bosnia ed Erzegovina                                                                | 1 – 1                                                                               | Paesi Bassi                                                                         | UEFA Nations League 2024-2025 - 1º turno                                            | -                                                                                   |                                                                                     |
| 21-3-2025                                                                           | Bucarest                                                                            | Romania                                                                             | 0 – 1                                                                               | Bosnia ed Erzegovina                                                                | Qual. Mondiali 2026                                                                 | -                                                                                   |                                                                                     |
| 24-3-2025                                                                           | Zenica                                                                              | Bosnia ed Erzegovina                                                                | 2 – 1                                                                               | Cipro                                                                               | Qual. Mondiali 2026                                                                 | -                                                                                   | 40’                                                                                 |
| 7-6-2025                                                                            | Zenica                                                                              | Bosnia ed Erzegovina                                                                | 1 – 0                                                                               | San Marino                                                                          | Qual. Mondiali 2026                                                                 | -                                                                                   |                                                                                     |
| Totale                                                                              |                                                                                     | Presenze                                                                            | 5                                                                                   |                                                                                     | Reti                                                                                | 0                                                                                   |                                                                                     |

| Cronologia completa delle presenze e delle reti in nazionale ― Croazia | Cronologia completa delle presenze e delle reti in nazionale ― Croazia | Cronologia completa delle presenze e delle reti in nazionale ― Croazia | Cronologia completa delle presenze e delle reti in nazionale ― Croazia | Cronologia completa delle presenze e delle reti in nazionale ― Croazia | Cronologia completa delle presenze e delle reti in nazionale ― Croazia | Cronologia completa delle presenze e delle reti in nazionale ― Croazia | Cronologia completa delle presenze e delle reti in nazionale ― Croazia |
| Data                                                                   | Città                                                                  | In casa                                                                | Risultato                                                              | Ospiti                                                                 | Competizione                                                           | Reti                                                                   | Note                                                                   |
| ---------------------------------------------------------------------- | ---------------------------------------------------------------------- | ---------------------------------------------------------------------- | ---------------------------------------------------------------------- | ---------------------------------------------------------------------- | ---------------------------------------------------------------------- | ---------------------------------------------------------------------- | ---------------------------------------------------------------------- |
| 27-5-2017                                                              | Los Angeles                                                            | Messico                                                                | 1 – 2                                                                  | Croazia                                                                | Amichevole                                                             | -                                                                      |                                                                        |
| Totale                                                                 |                                                                        | Presenze                                                               | 1                                                                      |                                                                        | Reti                                                                   | 0                                                                      |                                                                        |

## Palmarès

### Club

#### Competizioni nazionali
- Campionato croato: 1

Dinamo Zagabria: 2018-2019
- Campionato cipriota: 1

Pafos: 2024-2025